# Hesperange
Hesperange (pronunciación en francés: /ɛspəʁɑ̃ʒ/; en luxemburgués: Hesper; en alemán: Hesperingen) es una comuna y ciudad de Luxemburgo, situada al sudeste de la ciudad de Luxemburgo.

## Historia
A partir de 2008, la ciudad de Hesperange, que se encuentra en el centro de la comuna, tiene una población de 2,651. Otras ciudades dentro de la comuna incluyen Alzingen, Fentange, Howald e Itzig. Cada una de estas ciudades tiene una población de más de 1.000, lo que hace que Hesperange sea único entre las comunas luxemburguesas al tener 5 ciudades con más de mil habitantes.

## Demografía
Su población es de 12,786 habitantes y una densidad de 469,7 habitantes por km cuadrado.

## Geografía
Las Coordenadas geográficas de Hesperange son : Latitud: 49.5731, Longitud: 6.15549, o lo que es lo mismo: 49° 34’ 23” Norte, 6° 9’ 20” Este.

## Distancias
- Luxemburgo 5 km.
- Dudelange 12 km.
- Bettembourg 7 km.
- Kayl 13 km.
- Esch-sur-Alzette 13 km.
- Pétange 20 km.
- Käerjeng 18 km.
- Ettelbruck 31 km.
- Differdange 20 km.
- Sanem 17 km.
- Schifflange 13 km.
- Mersch 20 km.

## Deporte
- FC Swift Hesperange juega en la Division Nationale y su estadio es el Stade Alphonse Theis con capacidad para 4,100 espectadores.
- Blo Weiss Itzig juega en la Primera División de Luxemburgo, su estadio es el Stade Albert Kongs con capacidad para 1000 espectadores.
- Volleyball Club Fentange es un equipo de voleibol, fue fundado en julio de 1985 en Hesperange.[1]

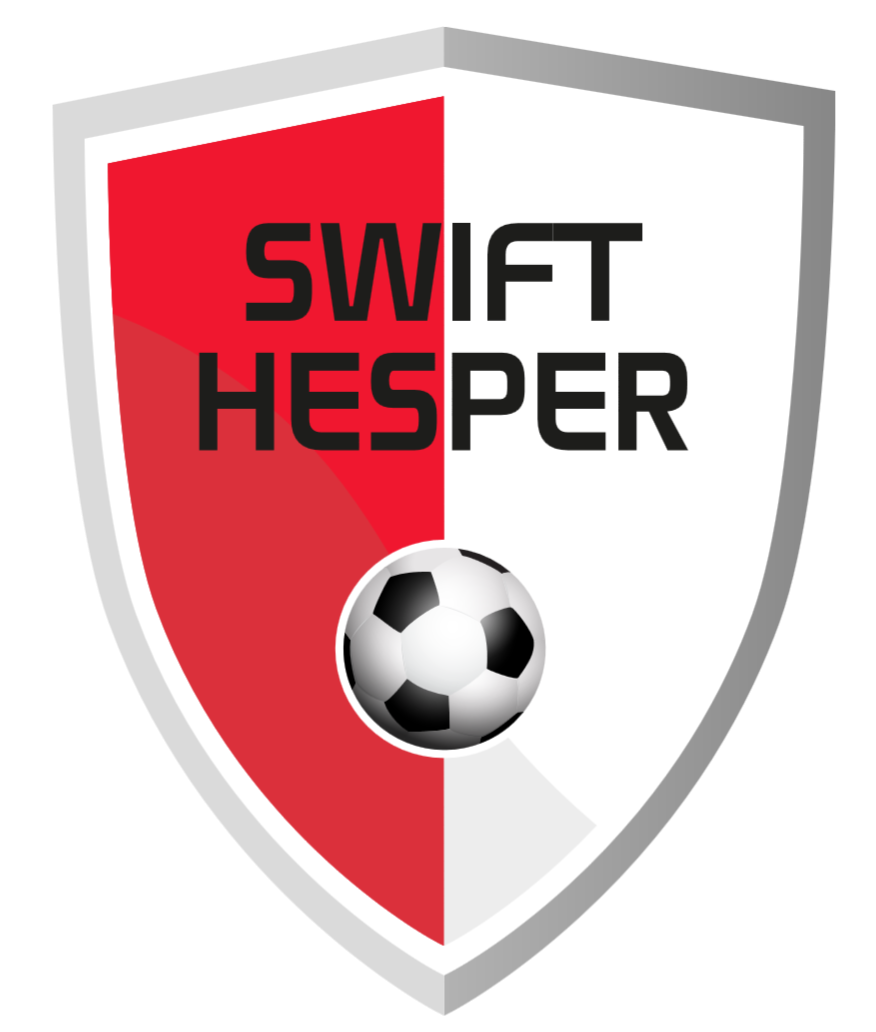
Escudo de FC Swift Hesperange.

## Ciudades Hermanadas
- Szerencs, Hungría